# Xã Washington, Quận Gibson, Indiana
Xã Washington (tiếng Anh: Washington Township) là một xã thuộc quận Gibson, tiểu bang Indiana, Hoa Kỳ. Năm 2010, dân số của xã này là 785 người.